# Curudgica, Bolgrad
Curudgica (în ucraineană Сухувате, transliterat: Suhavate, în germană Kurudschika) este un sat în comuna Tarutino din raionul Bolgrad, regiunea Odesa, Ucraina. Satul a fost locuit de germanii basarabeni.

## Demografie
Componența lingvistică a localității Curudgica
     Română (46,34%)
     Ucraineană (19,51%)
     Bulgară (17,07%)
     Rusă (15,85%)
Conform recensământului din 2001, nu exista o limbă vorbită de majoritatea populației, aceasta fiind compusă din vorbitori de română (46,34%), ucraineană (19,51%), bulgară (17,07%), rusă (15,85%) și găgăuză (1,22%).